# Кремелла
Кремелла (італ. Cremella) — муніципалітет в Італії, у регіоні Ломбардія,  провінція Лекко.
Кремелла розташована на відстані близько 500 км на північний захід від Рима, 32 км на північ від Мілана, 16 км на південний захід від Лекко.
Населення — 1770 осіб (2014).
Щорічний фестиваль відбувається 29 травня. Покровитель — San Sisinio, Martirio, Alessandro.

## Демографія
Населення за роками:

Станом на 1 січня 2023 року в муніципалітеті офіційно проживало 128 іноземців з 29 країн, серед них 8 громадян країн Євросоюзу та 8 громадян України.

## Сусідні муніципалітети
- Барцаго
- Барцано
- Бульчіаго
- Кассаго-Бріанца